# Křivoklát
Křivoklát är en köping i Tjeckien.   Den ligger i distriktet Okres Rakovník och regionen Mellersta Böhmen, i den centrala delen av landet, 40 km väster om huvudstaden Prag. Křivoklát ligger 250 meter över havet och antalet invånare är 676.
Terrängen runt Křivoklát är platt åt nordväst, men åt sydost är den kuperad. Křivoklát ligger nere i en dal. Runt Křivoklát är det ganska tätbefolkat, med 80 invånare per kvadratkilometer. Närmaste större samhälle är Rakovník, 12,2 km nordväst om Křivoklát. I omgivningarna runt Křivoklát växer i huvudsak blandskog.